# هاکوب ترزیان

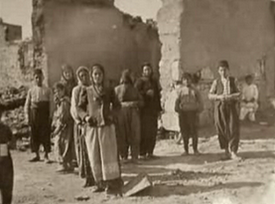
قتل‌عام آدانا

هاکوب ترزیان (ارمنی: Հակոբ Թերզեան زاده ۲۲ اوت ۱۸۷۹ - درگذشته ۱۹۱۵) یک نویسنده و داروساز ارمنی‌تبار اهل امپراتوری عثمانی بود. وی در سال ۱۸۹۷ به کنستانتینوپل نقل مکان نمود جایی که در سال ۱۹۰۰ موفق به کسب مدرک داروسازی شد.
وی پنج جلد از اظهارات شاهدان دربارهٔ قتل‌عام آدانا را منتشر نمود که توسط مقامات عثمانی مصادر شد. باقیمانده آثار نیز در سال ۲۰۰۹ توسط مؤسسه کمیتاس به چاپ رسید.
ترزیان در روز ۲۴ آوریل ۱۹۱۵ در آغاز جریان نسل‌کشی ارمنی‌ها توسط حکومت ترکان جوان عثمانی دستگیر و تبعید و در نهایت کشته شد.